# Анна Цешинская
Анна Цешинская (чеш. Anna Těšínská, пол. Anna Cieszyńska; ок. 1324 — 1367) — силезская княжна из цешинской линии династии Силезских Пястов, жена князя Легницы и Бжега Вацлава I (1310/1318 — 2 июня 1364).

## Биография
Анна была дочерью князя  Казимира I Цешинского и Евфимии Мазовецкой, дочери князя черского и сохачевского Тройдена I.
В 1338/1340 году Анна Цешинская вышла замуж за Вацлава I Легницкого, старшего сына князя Легницы Болеслава III Расточителя. Супруги имели пять детей:
- Руперт I (27 марта 1347 — 1/12 января 1409), князь Легницкий (1364—1409)
- Вацлав II (1348 — 30 декабря 1419), князь Легницкий (1364—1413), епископ Любушский (1375—1382) и Вроцлавский (1382—1417)
- Болеслав IV (ок. 1349 — 3/4 марта 1394), князь Легницкий (1364—1394)
- Ядвига (ок. 1351 — 1 августа 1409), муж с 10 февраля 1372 года Генрих VI, князь Жаганьский (ок. 1345—1393)
- Генрих VIII (ок. 1355 — 12 декабря 1398), князь Легницкий (1364—1398), епископ Вроцлавека (1389—1398).

Анна умерла в 1367 году и была похоронена рядом с мужем в основанной им церкви Гроба Госпобдня в Легнице. 